# Valerij Hončarov
Valerij Volodymyrovič Hončarov (in ucraino 'Валерій Гончаров?; Charkiv, 19 settembre 1977) è un ex ginnasta ucraino.

## Palmarès

### Olimpiadi
- 2 medaglie:
  - 1 oro (Atene 2004 nelle parallele simmetriche)
  - 1 argento (Sydney 2000 nel concorso a squadre)

### Mondiali
- 1 medaglia:
  - 1 bronzo (Melbourne 2005 nella sbarra)

### Europei
- 1 medaglia:
  - 1 argento (Amsterdam 2004 nelle parallele simmetriche)